# 法蘭克·貝克
約翰·法蘭克林·"全壘打"·貝克（英語：John Franklin "Home Run" Baker, 1888年4月4日—1958年12月8日），為美國職棒大聯盟的球員，守備位置為三壘手。他在1908年到1922年15年大聯盟球季間，待過運動家和洋基兩隊。貝克被認為是大聯盟史上第一位全壘打王。
貝克是運動家隊「十萬內野」的成員之一，他們優異的守備帶領運動家在1910,1911,1913年皆拿下世界大賽冠軍，在洋基隊時，他和華利·皮普的內野守備也讓洋基在1921和1922年闖入世界大賽，儘管他在1922年退休前無緣讓洋基拿下隊史首冠。
1911年到1914年間，他都拿下全壘打王，並有6季達成打擊率3成，3季100分以上打點。他被認為是死球年代最有力量的打者。1955年，貝克入選名人堂。

## 生平

### 早年
1886年3月13日，貝克生於馬里蘭州的特拉普。小時候跟著爸爸在農場工作。他在十歲時就夢想成為一位棒球員，他的哥哥諾曼曾經參加過費城運動家的選拔，但是他不喜歡費城，因此沒有加入職棒並停止他的棒球生涯。
貝克在高中棒球隊擔任投手，他在馬里蘭州的里奇利和當地半職業棒球隊簽約，球隊總教練Buck Herzog(未來的大聯盟選手)發現貝克的打擊比投球還要好，並適合守內野，因此將貝克從投手調至三壘。

### 聯盟生涯

#### 小聯盟
一個巨人隊的球探發現了貝克的潛力，並在1907年給他參加選拔賽，之後貝克被巴爾的摩金鶯（小聯盟球隊）選走，不過貝克打了五場比賽，15打數僅2安打，金鶯教頭認為貝克不會打球而將他釋出。
1908年，貝克在費城運動家的小聯盟球隊雷丁脆餅隊打球，打擊率2成99，6支全壘打，盜壘23次，65次得分。

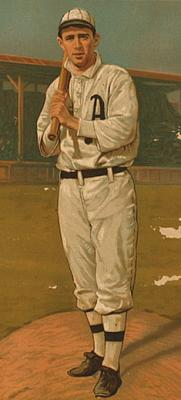
全壘打貝克

#### 費城運動家
運動家教練Connie Mack讓貝克在1908年9月升上大聯盟，該年他打擊率2成90，因此教練決定讓他在1909年先發三壘手。1909年，他和一壘手Stuffy McInnis、二壘手Eddie Collins、游擊手Jack Barry組成「十萬內野」，該年運動家戰績比去年多27勝，但最終仍以3場半勝差輸給老虎，無緣奪下美聯冠軍。
1909年，泰·柯布在滑壘時故意用釘鞋踢向貝克，造成貝克手臂撕裂傷。1910年，貝克帶領運動家在世界大賽擊敗小熊封王。1911年，貝克打擊率3成44，並擊出11支全壘打，成為美聯全壘打王。
1911年世界大賽，貝克在第2戰擊出超前2分砲，並在第3戰的第9局擊出追平轟。也因此他獲得了全壘打貝克的稱號。
1912年，貝克再度成為全壘打王，另外他也以130分打點成為打點王，該年運動家排名美聯第三。1913年，貝克打出12支全壘打，最後運動家擊敗巨人，拿下1913年世界大賽冠軍。1914年，貝克以9轟連續4年拿下美聯全壘打王寶座。該年球季末，Mack派出貝克、Collins以及Chief Bender去情蒐勇士球員。雖然當時他們認為可以輕鬆贏得世界大賽，但最後卻慘遭橫掃。
1914年球季結束後，Mack開始把他一些很好的球員賣出去，不過他給Eddie Collins更多年的合約以免他跳脫至剛創立的聯邦聯盟。貝克也和Mack交涉他的合約，不過Mack拒絕，因此貝克1915年完全沒有出賽。

#### 紐約洋基
由於被國家聯盟主席班·強森施壓，Mack把貝克賣至洋基隊。1916年，洋基一壘手華利·皮普打出12支全壘打，和擊出10轟的貝克分居美聯全壘打王一二名，隔年Pipp擊出9支全壘打再度蟬聯全壘打王寶座，當時New York Globe將貝克、皮普、Roger Peckinpaugh、Ping Bodie四人稱作洋基的殺手打線。
1920年，貝克的老婆死於猩紅熱，因此他缺席整個球季。他在1921年回到洋基隊，並帶領洋基首次進軍世界大賽，不過鎩羽而歸。1922年，洋基與巨人連續兩年在世界大賽對決，但是洋基再度輸給巨人，1922年球季結束，貝克退休，最終他無緣替洋基拿下冠軍。

### 執教時期
1924年到1925年，貝克在東岸聯盟執教，他最有名的事蹟就是發掘吉米·法克斯，不過在運動家簽下法克斯後，貝克就被炒魷魚了，大多數人相信Mack沒有足夠的錢簽下法克斯。

### 逝世
1936年6月28日，貝克死於中風，最後他葬於馬里蘭州的Spring Hill Cemetery。
1955年，貝克入選棒球名人堂。Lawrence Ritter和Donald Honig在1981年出版的書中，把貝克納入了史上最出色的百大棒球員內。比爾·詹姆斯將被課排在史上第70名，三壘手史上第5名。
在他的家鄉特拉普，設立了一座全壘打貝克公園以紀念他。

## 軼事及其他
- 雖然綽號叫做全壘打貝克，不過他的生涯全壘打數也只有96支而已，並且在死球年代，他單季全壘打數從未超過12支。華特·強森曾說貝克是他遇到最難對付的打者。
- 棒球歷史學家比爾·詹姆斯評選十萬內野是大聯盟史上最出色的防守組合。1912到1913年球季更是史上前5出色的球季。[23]

## 個人生活
貝克行為舉止得宜，從來不抽菸喝酒說髒話。每年球季結束他都會回到他老家農場，1909年11月12日，他和珠寶商女兒Ottilie Tschantre結婚。
1919年，他老婆死於猩紅熱，在退休後，他又再婚。

## 參看
- 美國職棒大聯盟打點王
- 美國職棒大聯盟全壘打王

## 外部連結
- 球員資訊和成績在MLB ，ESPN，Retrosheet ，Baseball Reference ，Baseball Reference (Minors) ，Fangraphs ，The Baseball Cube （英文）

| 前任： Bill Collins | 完全打擊 1911年7月3日 | 繼任： 特里斯·史畢克 |